# Avtomobil, skripka i sobaka Kljaksa
Avtomobil, skripka i sobaka Kljaksa (russisk: Автомобиль, скрипка и собака Клякса, da.: Bilen, violinen og Kljaksas hund) er en sovjetisk familiefilm fra 1974 produceret af Mosfilm og instrueret af Rolan Bykov.

## Handling
To skolekammerater (Oleg, der kan fixe alt og David, der spiller violin) er forelskede i den samme smukke pige.. Hun er interesseret i  dem begge. Hendes bror Kuzja vil have en masse katte og gøre dem til en abe ...

## Medvirkende
- Oleg Anofriev
- Rolan Bykov
- Georgij Vitsin
- Zinovij Gerdt
- Nikolaj Grinko